# فرودگاه کولاب
فرودگاه کولاب (به انگلیسی: Kulob Airport) (به زبان بومی: Kulyab Airport) یک فرودگاه همگانی با کد یاتا TJU است که یک باند فرود آسفالت دارد و طول باند آن ۳۰۰۰ متر است. این فرودگاه در شهر کولاب کشور تاجیکستان قرار دارد و در ارتفاع ۶۹۹ متری از سطح دریا واقع شده است.

## مشخصات
این فرودگاه در ارتفاع 2،293 فوت (699 متر) بالاتر از سطح متوسط دریا واقع شده است. این یک باند با 01/19 با سطح آسفالت به اندازه 3000 در 42 متر (9،843 فوت 9 138 فوت) تعیین شده است.

## شرکت‌های هواپیمایی و مقصدهای پروازی
| شرکت‌های هواپیمایی | مقصدهای پروازی                            |
| ----------------- | ----------------------------------------- |
| اس۷ ایرلاینز      | دوموده‌دوو (برقراری مجدد از ۲۹ اکتبر ۲۰۱۷) |
| اورال ایرلاینز    | دوموده‌دوو                                 |